# هوانگنام-دونگ
هوانگنام-دونگ (به لاتین: Hwangnam-dong) یک منطقهٔ مسکونی در کره جنوبی است که در گیونگجو واقع شده‌است.